# Хункалов, Ахмет-бей
Ахмет-бей Хункалов, Амет-бей Хункалов, Хункалов Ахмет Пирмаметович (1766 — 1842, Белокаменное, Таврическая губерния) — крымскотатарский бей, вступил в службу Российской империи, участник Русско-турецкой войны 1787—1791 годов. Участник Наполеоновских войн, генерал-майор (1832), признан в княжеском достоинстве Российской империи. Участник Русско-турецкой войны 1828—1829 годов.

## Биография
Происходил из знатного крымскотатарского рода, предок которого Хункал-бей происходил из Черкесии (по другим версиям из Большой Кабарды, из Тамани). В 1709 году в Крым прибыл один из владетельных князей Большой Кабарды — Аджи Бекир Бей и вступил на службу хану Каплан-Гераю. Родился Ахмет-бей в 1766 году. Родными братьями его были Селямет-бей Хункалов и Ислям-бей Хункалов. Сначала Ахмет-бей получил домашнее образование, впоследствии выучил русский язык.
В 1784 году поступил на службу сержантом в Тамбовский мушкетерский полк. В 1784—1785 годах во время отпуска обучался наукам и Корану. Вскоре получил протекцию князя Григория Потемкина, отличившись в Русско-турецкой войне 1787—1791 годов, в том числе при осаде и штурме Очакова 17 декабря 1788 года. В апреле 1790 года он становится поручиком и адъютантом Потемкина. В том же году получил звание ротмистра и направлен в один из дивизионов Крымского полка. В 1793 и 1795 годах в составе полка отличился в боях во время Второго и Третьего разделов Речи Посполитой. В 1796 году получил звание майора. Вместе с полком возвращается в Крым, где вскоре крымскотатарские дивизионы были распущены. Вышел в отставку. В 1796 году избирался предводителем дворянства Перекопского уезда Новороссийской губернии, находился в должности до 1806 года.
В 1807 году во время Войны четвёртой коалиции с Францией присоединился к формированию крымскотатарских полков, возглавив Перекопский конно-татарский полк. В этом же полку служили его родичи, брат есаул Селямет-бей Хункалов 2-й и сотник Селямет-мурза Хункалов 3-й. В том же году полк выступил через Кременчуг в Вильно, но в связи с окончанием боевых действий все крымскотатарские полки были возвращены с полпути и 9 августа распущены по домам с установкой «быть готовым к выступлению по первому требованию». В начале 1808 года полки снова собрали. 31 мая Ахмет-бей выступил с полком на Гродно, где оказался под руководством военного атамана М. И. Платова, расположившись кордонами в Белостокской области от селения Каменки до Кринички.
10 января 1812 года становится подполковником. Полк состоял в летучем казачьем корпусе генерала от кавалерии М. И. Платова. С началом Отечественной войны 1812 года участвовал в боях под Мирой, Романовым и Могилевым, за что получил орден Св. Володмира 4-й степени с бантом. За этим последовало участие в Смоленской, Ружской и Можайской битвах. Был участником Бородинского сражения, полк был в рейде кавалерии Платова против левого фланга французов. Вместе с полком в составе корпуса И. Д. Иловайского вошел в Москву, только что оставленную французами. Отличился в боях при Красном, при Тарутине, Гжатске, Дорогобуже, в Боровицком перевозе, под Кохановым, у Понарских гор, при переходе через Неман. 18 октября 1812 года ему присвоено звание полковника и серебряная медаль на Андреевской ленте .
В 1813—1814 годах отличился в боях Войны шестой коалиции, у Тильзита, под командой командующего осадным корпусом герцога Александра Вюртембергского при осаде Данцига, в битве под Кульмом . За это в течение 1813 года дважды был награждён орденом Св. Анны 2-й степени и золотой саблей с надписью «За храбрость». Участвовал в рейнской кампании и захвате Мангейма. В 1814 году отличился во время захвата Парижа (вместе с Кай-беем Балатуковым, командиром Симферопольского полка), за что получил соответствующую медаль. В том же году после окончания войны вернулся 5 октября 1814 года в Крым и при роспуске полков 7 октября 1815 года вышел в отставку. 19 мая 1818 года по Высочайшему повелению получил право ношения полкового мундира.
16 марта 1828 года был назначен командующим Крымскотатарским эскадроном лейбгвардии Казачьего полка, на место полковника князя Адиль-бея Балатукова. В 1828—1829 годах отличился на Балканах во время Русско-турецкой войны 1828—1829 годов. Переправясь через реку Дунай близ селения Сатунова за границею в турецких владениях следовал в конвое корпусного штаба Гвардейского корпуса через крепость Исакча  берегом Чёрного моря и до крепости Варна, "где с 26 августа при осаде и до самого покорения сей крепости находился, удостоился получить Высочайшие благоволения в Высочайших приказах", за что в 1829 году получил серебряную медаль на Георгиевской ленте. В 1831 году покинул пост командира крымскотатарского эскадрона. 10 апреля 1832 года был произведён в генерал-майоры и определён состоять по кавалерии. В 1839 году вышел в отставку. Умер в 1842 году в селе Сюриташ.
Крупный землевладелец. Имел в Симферопольском уезде 5.000 десятин выгонов, пахотной и сенокосной земли, 2 виноградных и 2 фруктовых сада, в Евпаторийском — 4 села и 6.000 десятин, в Перекопском — 20 сел и 30.000 десятин.

## Семья
- Жена — Уме-Султан Ханим, дочь капитана Адиль-мурзы Эдиге Атманаева.

Дети:
- Махмут-бей
- Абдулла-бей
- Али-бей, (1815, Таврическая губерния — 16 апреля 1883, Таврическая губерния) — князь, крупный землевладелец, русский гвардейский офицер, чиновник. В 1881 году был избран муфтием Таврической губернии[5].
- Гафие-Султан
- Айше-Султан
- Хатидже-Султан

## Награды
награждён:
- орден Святого Владимира 4-й степени с бантом (1812 год)
- орден Святой Анны 2-й степени (18 октября 1813 года), «за отличия, оказанные в отрядных делах при преследовании неприятеля»
- серебряная медаль «В память Отечественной войны 1812 года», на Андреевской ленте
- золотой саблей «За храбрость» (21 августа 1813 года) при занятии предместья Лангфурта и шанцов на горе Цыганкенберг и «за отличие при сем случае оказанное»
- серебряная медаль «За взятие Парижа 19 марта 1814 года»
- бронзовая дворянская медаль «В память Отечественной войны 1812 года» на Владимирской ленте (1814)
- серебряная медаль «За турецкую войну 1828—1829 годов» на георгиевской ленте.